# 알렉시오스 페치오스
알렉시오스 페치오스(그리스어: Αλέξιος Φέτσιος)는 그리스의 사격 선수이다. 그는 아테네에서 열린 1896년 하계 올림픽에 참가했다.
페치오스는 군사소총 종목에 참가했다. 2차 사격 때 272점을 쐈으며 나머지 사격 때는 몇 점을 쐈는지는 모르며 총점 894점으로 11위에 올랐다. 자유소총 종목에서는 메달을 못땄다는 것을 제외하고는 어떠한 정보도 없다.